# Потервил (Мичиген)
Потервил (Мичиген) (енгл. Potterville) град је у америчкој савезној држави Мичиген. По попису становништва из 2010. у њему је живело 2.617 становника.

## Демографија
Према попису становништва из 2010. у граду је живело 2.617 становника, што је 449 (20,7%) становника више него 2000. године.
| Група             | 2000.         | 2010.         |
| Белци             | 2.032 (93,7%) | 2.348 (89,7%) |
| Афроамериканци    | 5 (0,2%)      | 34 (1,3%)     |
| Азијати           | 9 (0,4%)      | 14 (0,5%)     |
| Хиспаноамериканци | 87 (4,0%)     | 149 (5,7%)    |
| Укупно            | 2.168         | 2.617         |